# Grzegorz Kosok
Grzegorz Kosok (Katowice, 2 de marzo de 1986) es un jugador profesional de voleibol polaco, juego de posición central.

## Palmarés

### Clubes
Campeonatos de Polonia Sub-19:
- 2005

Campeonato de Polonia:
- 2012, 2013, 2021
- 2014
- 2010, 2011, 2017, 2019

Copa CEV:
- 2012

Supercopa de Polonia:
- 2013

### Selección nacional
Liga Mundial:
- 2012[2]
- 2011

Campeonato Europeo:
- 2011